# Antoni Kuśmierz
Antoni Kuśmierz, (ur. 14 stycznia 1910 w Helenowie koło Włoszczowy, zm. 13 maja 1967 w Krakowie) – ksiądz katolicki, jezuita (SJ). Brat Stefana, Witolda, Mariana i Eustachego, również księży jezuitów.

## Życiorys
Do Towarzystwa Jezusowego wstąpił 25 sierpnia 1925 w Starej Wsi. Następnie studiował filozofię w Krakowie 1931–1933 i teologię w Katolickim Uniwersytecie w Lowanium (1933–1937), gdzie 24 sierpnia 1936 przyjął święcenia kapłańskie.
Od 1937 roku był wykładowcą Kolegium Księży Jezuitów w Krakowie i w Nowym Sączu. Również w Nowym Sączu, w latach 1945–1949, sprawował obowiązki rektora Kolegium. W czasie II Wojny Światowej był zaangażowany w konspirację. Brał udział w ratowaniu dr Heleny Stuchłowej z domu Miszel, polskiej Żydówki, lekarki Szpitala Powszechnego w Nowym Sączu.
W latach 1950–1957 o. Antoni Kuśmierz był proboszczem parafii św. Macieja we Wrocławiu. Przeprowadził renowację kościołów pw. Najświętszego Imienia Jezus oraz św. Macieja. Był także duszpasterzem akademickim. W latach 1957–1959 był rektorem Kolegium w Krakowie, a w latach 1957–1967 prowincjałem prowincji małopolskiej. Zmarł 13 maja 1967 w Krakowie.